# Anjotef IV.
Anjotef IV., auch Antef IV. oder Intef IV., (Iniitef) war ein altägyptischer König (Pharao) der 13. Dynastie (Zweite Zwischenzeit). Er regierte um 1710 v. Chr.
Anjotef IV. ist nur vom Turiner Königspapyrus (6.22) sowie Skarabäen und einer Statue bekannt, die man in Medinet Madi fand. Er gilt als 19. Herrscher der 13. Dynastie.